# Nikolaus Betscher

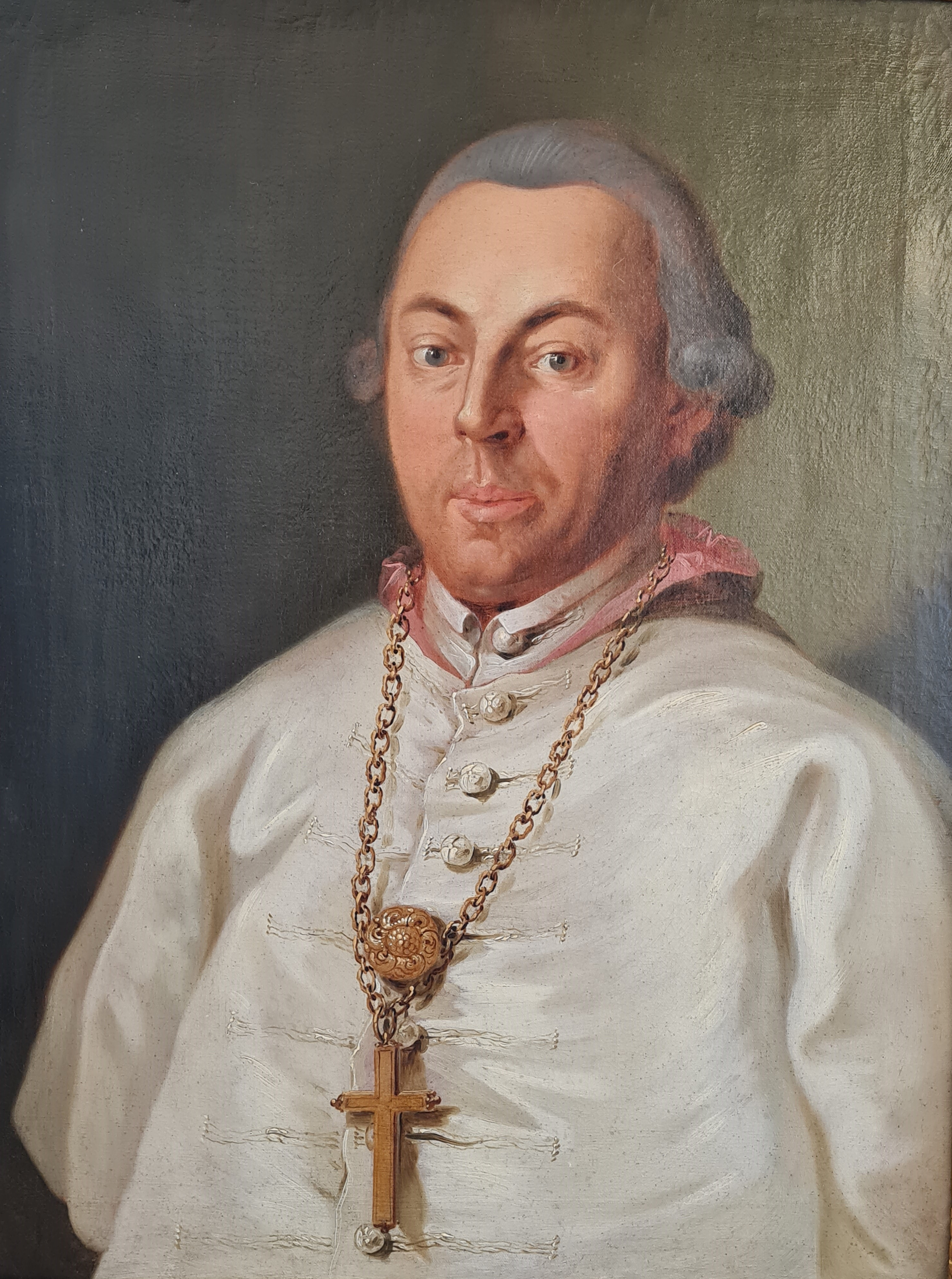
Reichsprälat Nikolaus Betscher, Porträt im Pfarrhaus Berkheim, nach 1789. Restauriert 2021.

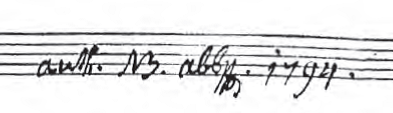
Autograph NB Nikolaus Betscher aus der Missa in C 1794.

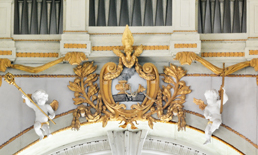
Wappenschild des Abtes Nikolaus Betscher an der Hauptorgel auf der Westempore der ehemaligen Klosterkirche St. Verena in Rot an der Rot, 1793. Foto Pius Bieri 2020.

Nikolaus Betscher OPraem (* 31. Oktober 1745 in Berkheim; † 12. November 1811 in Rot an der Rot) war der 45. und letzte Abt der Prämonstratenser-Reichsabtei Rot an der Rot. Überregionale Bekanntheit erreichte er durch seine Tätigkeit als Komponist.

## Leben
Nikolaus Betscher wurde als einziger Sohn des begüterten Landwirts Matthias Betscher und seiner Frau Salome Schillingerin auf dem 2011 abgerissenen Hof Sankt Johann Baptist in Berkheim im unteren Illertal geboren und am 1. November auf den Namen Leonardus Wolfgangus getauft. Leonard wurde als Kind in die Klosterschule Rot an der Rot aufgenommen und erhielt dort seine erste Ausbildung. Am 11. November 1765
legte er dort die Ordensgelübde ab und nahm den Klosternamen Nikolaus an. Am 23. September 1769 wurde er zum Priester geweiht.
In den nächsten zehn Jahren durchlief Nikolaus Betscher mehrere klösterliche Ämter und war von 1779 bis 1781 Pfarrer in Haslach. 1781 ist er als Subprior, 1782 als Prior dokumentiert, bis er 1785 wieder eine Pfarrstelle in Haisterkirch bekam. Nach dem Tod seines Vorgängers wurde Nikolaus Betscher am 3. November 1789 zum Abt der Reichsabtei Rot gewählt und feierlich in sein Amt eingesetzt. Die Abtei umfasste 45 Dörfer, Weiler und Höfe mit 465 leibeigenen Familien und 40 Familien, die als Beisassen und damit nicht als Leibeigene angesehen wurden. Der Schwerpunkt der Besitzungen lag im Rot- und Illertal, einem Weingut in Meersburg und zwei Alpen in Gschwend und Balderschwang im Oberallgäu. Die Eltern Betschers stifteten 1788 für die Chororgel 2000 Gulden. Johann Nepomuk Holzhey hatte sie 1785–1787 gebaut, und ab 1789 arbeitete er auch an der großen Orgel auf der Westempore. 1793 konnte dieses Instrument seiner Bestimmung übergeben werden; Betschers Wappen ist am Prospekt der Orgel angebracht.
Auf Grund der Auflösung des Mutterklosters Prémontré im Zuge der Französischen Revolution wurde Nikolaus Betscher 1795 mit dem Generalvikariat der deutschen Ordensprovinz des Prämonstratenserordens betraut, womit auch die Funktion des prämonstratensischen Generalabtes verbunden war. Die Prämonstratenser in Frankreich verloren ihren gesamten Besitz, das waren zum damaligen Zeitpunkt 76 Abteien und 633 Pfarreien. Der Emigrant Hervé Julien Le Sage (1757–1832) aus der Abtei Beauport in der Bretagne lebte von 1795 an für 13 Monate in Rot und beschrieb den Abt als einen Menschen von großzügiger und höflicher Lebensart. Für einen Deutschen und Schwaben besitze er sogar viel Geist und sei ein Freund der Jagd und der Musik. Seine Musik würde aber teilweise vom Konvent hinter vorgehaltener Hand abgelehnt. Am 10. Oktober 1798 beschlossen Abt und Kapitel die Rückzahlung der Erbteile, welche die Familien der Chorherren dem Kloster überlassen hatten. Am 20. Mai 1802 verkaufte Betscher mit seinem Prior Rohrer das Roter Haus in der Reichsstadt Memmingen für 3300 Gulden an Johann Sigmund Mayer vom Schwanen.

### Säkularisation
Im Zuge der Säkularisation nahm Graf Ludwig von Wartenberg die ehemalige Reichsabtei Rot an der Rot am 1. März 1803 in Besitz. Betscher musste seine Unterschrift unter das Enteignungsdokument seiner Abtei setzen. So wirkte sich die große napoleonische Weltpolitik und die Veränderungen, die die Aufklärung brachte, bis in die kleinsten oberschwäbischen geistlichen Territorien aus. Betscher durfte jedoch bis zu seinem Tode im November 1811 in den Konventsgebäuden wohnen. Er erhielt ein bescheidenes Grab auf dem Friedhof der Bruderschaftskirche St. Johann.
In den 1960er Jahren veranlasste der damalige Roter Pfarrer Walter Stemmer die Überführung der sterblichen Überreste in die Klosterkirche St. Verena. Das Grab befindet sich unter dem Chor der Klosterkirche.

### Würdigung

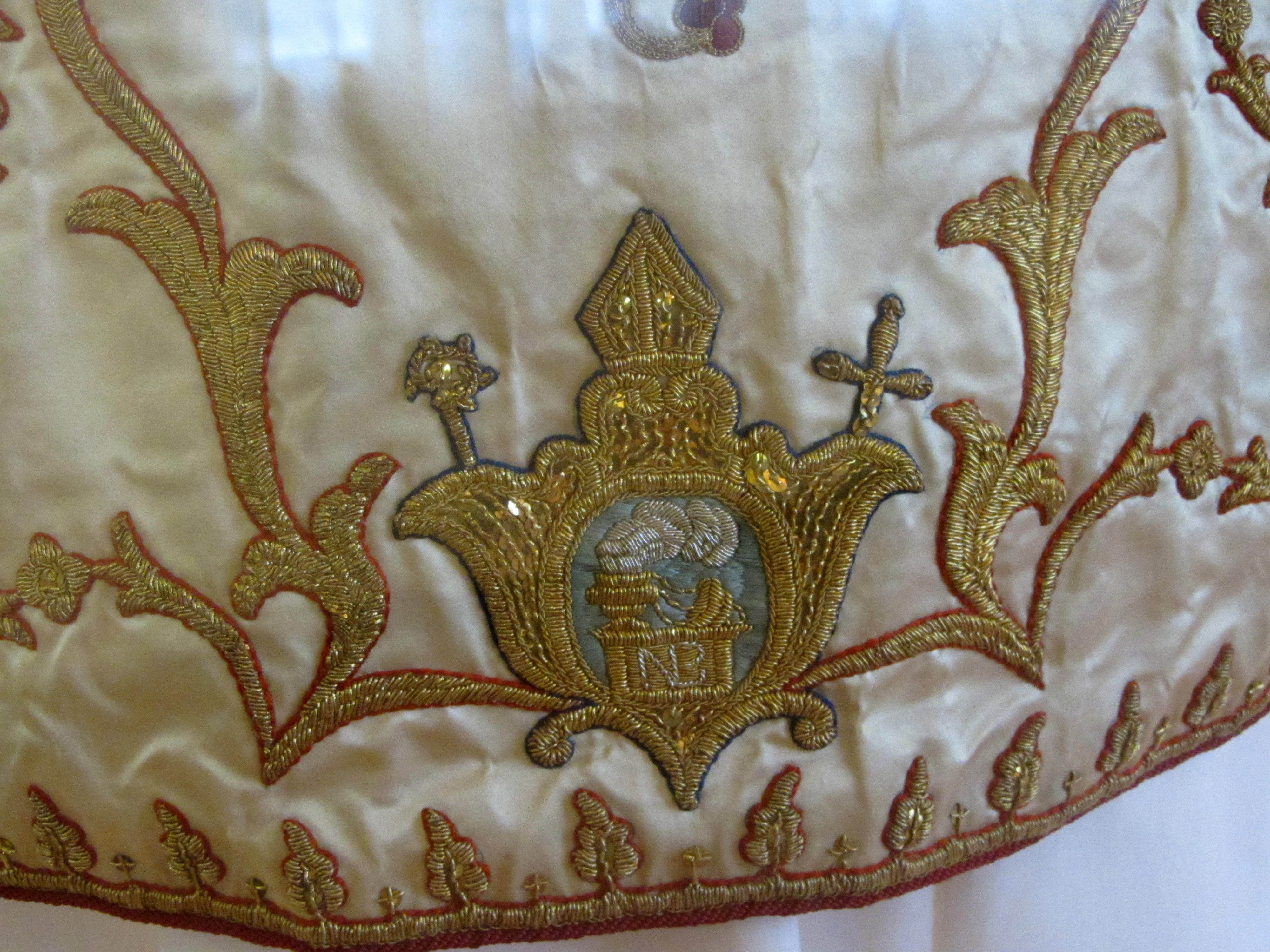
Messgewand mit gesticktem Wappen Nikolaus Betschers im Wallfahrtmuseum Maria Steinbach (2012)

Seinem eigenen Umfeld gemäß widmete sich Nikolaus Betscher vornehmlich der Kirchenmusik, aber bis heute erhalten sind zahlenmäßig sogar noch mehr weltliche als geistliche Kompositionen. Viele seiner liturgischen Werke belegen, dass für Betscher die Musik nicht Selbstzweck war, sondern stets dem Gotteslob diente.
Neben den großen lateinischen Texten, die Nikolaus Betscher in Messen, Vespern, Requiems und anderen Gattungen vertonte, ist ebenso deutsche Kirchenmusik von ihm überliefert, die sich in der Hauptsache auf Lieder zu besonderen Festen und Wallfahrten beschränkt. 48 weltliche Gesellschaftslieder Wider die Mode, ein Rondo für Klavier, das in Bosslers „Musikalischer Blumenlese“ 1783 in Speyer erschien und in der neben Klavierstücken des Memminger Komponisten Christoph Rheineck auch frühe Werke Beethovens enthalten waren, eine Violinsonate und 24 Stücke für verschiedene Instrumente ergänzen das kompositorische Werk Betschers. Interessant ist, dass Betscher in Haisterkirch, wo er 1785 bis 1789 Pfarrer war, eine Türkische Musik ins Leben rief. Diese ‚Mode‘ war der Beginn der heutigen Blasmusiktraditon in den oberschwäbischen Dörfern.
Die Tonsprache selbst ist in ihrer Polyphonie (der mehrstimmig geführten, in sich verwobenen Struktur des Satzes) schlicht, enthält jedoch reiche melodische Ideen, die gelungen miteinander verwoben werden und so zu einem homogenen Ganzen führen. Trotz des regelgerechten harmonischen Satzes, der die einzelnen Stücke kennzeichnet und sie als glatte, gefällige Musik ausweist, schafft sich Betscher durch reizvolle chromatische und harmonische Modulationen und Umdeutungen Nischen, die er mit seiner musikalischen Persönlichkeit und seinem eigenen Stil ausfüllen kann. Dabei muss Nikolaus Betscher ein versierter Spieler von Tasteninstrumenten gewesen sein, denn auch seine Vokalsätze liegen (bei einer Aussetzung auf Klavier und Orgel) sehr schön „in den Fingern“, die Entfaltung der Melodie orientiert sich an der menschlichen Hand und zeugt von großer Musizierfreude.
Seine Kompositionen sind im musikalischen Bereich der Vorklassik anzusiedeln. Die nachgewiesene Freundschaft zu Michael Haydn, dem jüngeren Bruder Joseph Haydns, der sich auf dem Gebiet der Kirchenmusik einen Namen machte, ist herauszuhören. Er beauftragte Haydn 1791 ein Choralhandbuch für das Kloster zu komponieren. Entstanden ist daraus das Antiphonarium ad usum chori Rothensis, das heute in der Diözesanbibliothek in Rottenburg verwahrt wird und im Jahre 2009 vom örtlichen Kirchenchor St. Verena (Rot an der Rot) zur Aufführung gebracht wurde.

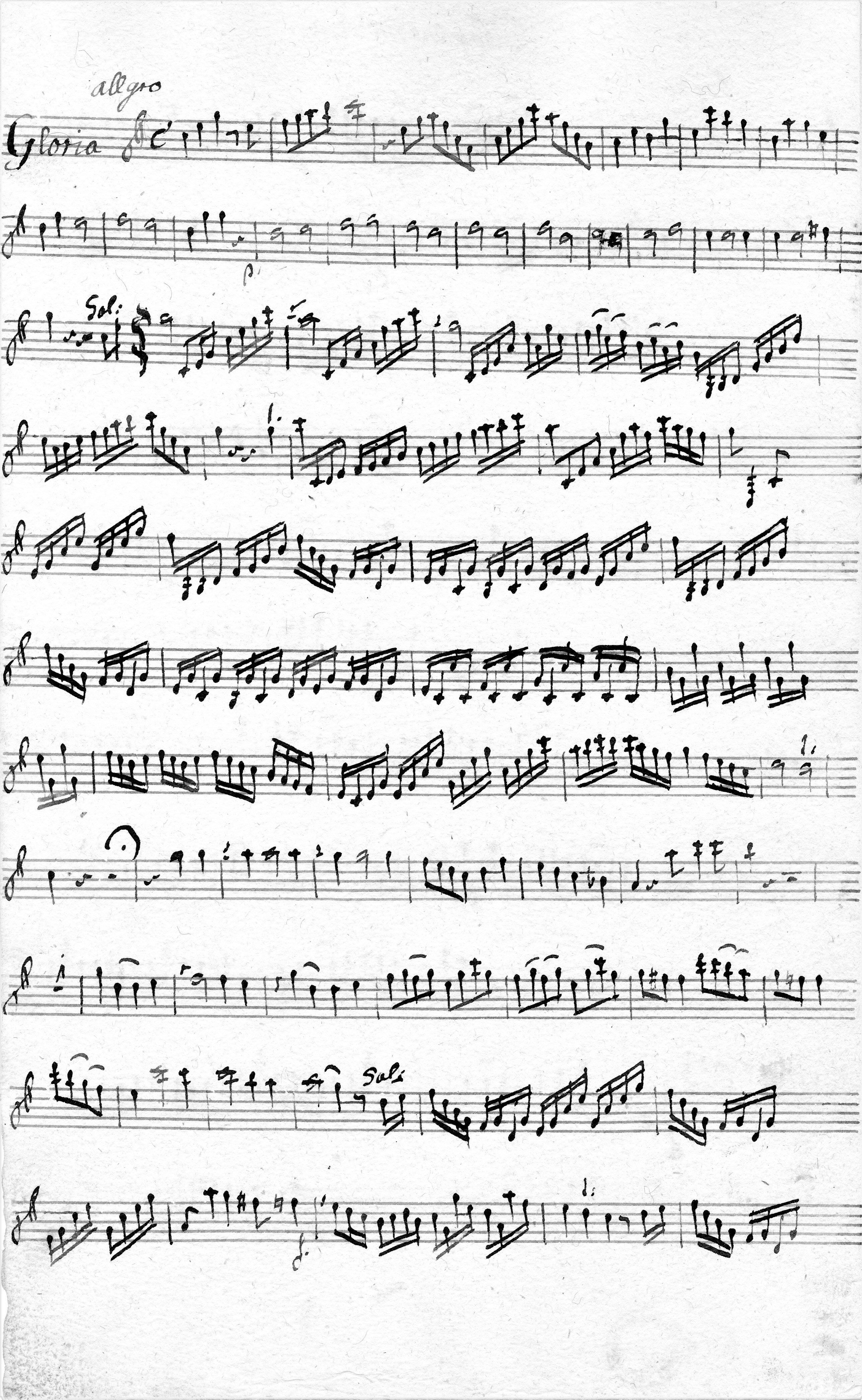
Klarinettensolo im Gloria der Missa in C (1794) von Nikolaus Betscher. Original im Schwäbischen Landesmusikarchiv Tübingen.

Als außerordentlich innovativ zeigte sich Betscher in seiner Missa in C von 1794. Er setzte die Klarinette ein „sowohl als Tutti-Instrument in der Bläserbesetzung des Ensembles als auch als virtuoses Soloinstrument im ‚Gloria‘“. Dies war alles andere als selbstverständlich, denn die Klarinette gab es bis dahin überwiegend nur als Soloinstrument und Solisten waren naturgemäß selten. Als wahrscheinlich wird angenommen, dass Christoph Rheineck, der bekannte Klarinettenvirtuose und Komponist aus Memmingen, den Solopart im Gloria übernahm. Mozarts Klarinettenkonzert A-Dur KV 622 von 1791 lag erst 3 Jahre zurück, und dass Orchester Klarinetten zur Verfügung hatten, war noch selten. Dies zeigt sich auch daran, dass Mozart seine Sinfonie g-Moll KV 550 von 1788 ursprünglich ohne Klarinetten schrieb. Erst nachträglich in der Zweiten Fassung, nachweislich bei den Konzerten am 16. und 17. April 1791, fügte er zwei Klarinetten hinzu. In der Salzburger Hofkapelle wurden sie zum Beispiel erst 1804 eingeführt.
Betschers musikalische Kompetenz, seine Kenntnisse, sein Interesse an Mozarts Musik und den weiten Horizont belegt auch seine Abschrift der „Così-fan-tutte“-Messe eines unbekannten Komponisten, KV Anhang 235e. Sie wird im Bestand „Rot an der Rot“ des Schwäbischen Landesmusikarchivs der Universität Tübingen aufbewahrt und ist noch in weiteren vier Manuskripten an anderen Orten überliefert. Es ist eine sogenannte „Parodiemesse“, die Musik aus Mozarts Opern „Così fan tutte“ und „La clemenza di Tito“ mit den Texten der Messe unterlegt. Die Abschrift muss zwischen 1790 und 1803 erfolgt sein. Eine Aufführung in Rot ist nicht belegt, aber anzunehmen.
Insgesamt zeigen Betschers Kompositionen, dass er musikalisch auf der Höhe der Zeit war und zu den herausragenden Komponisten der oberschwäbischen Klosterkultur zu rechnen ist.

## Werke

### Musikalische Werke

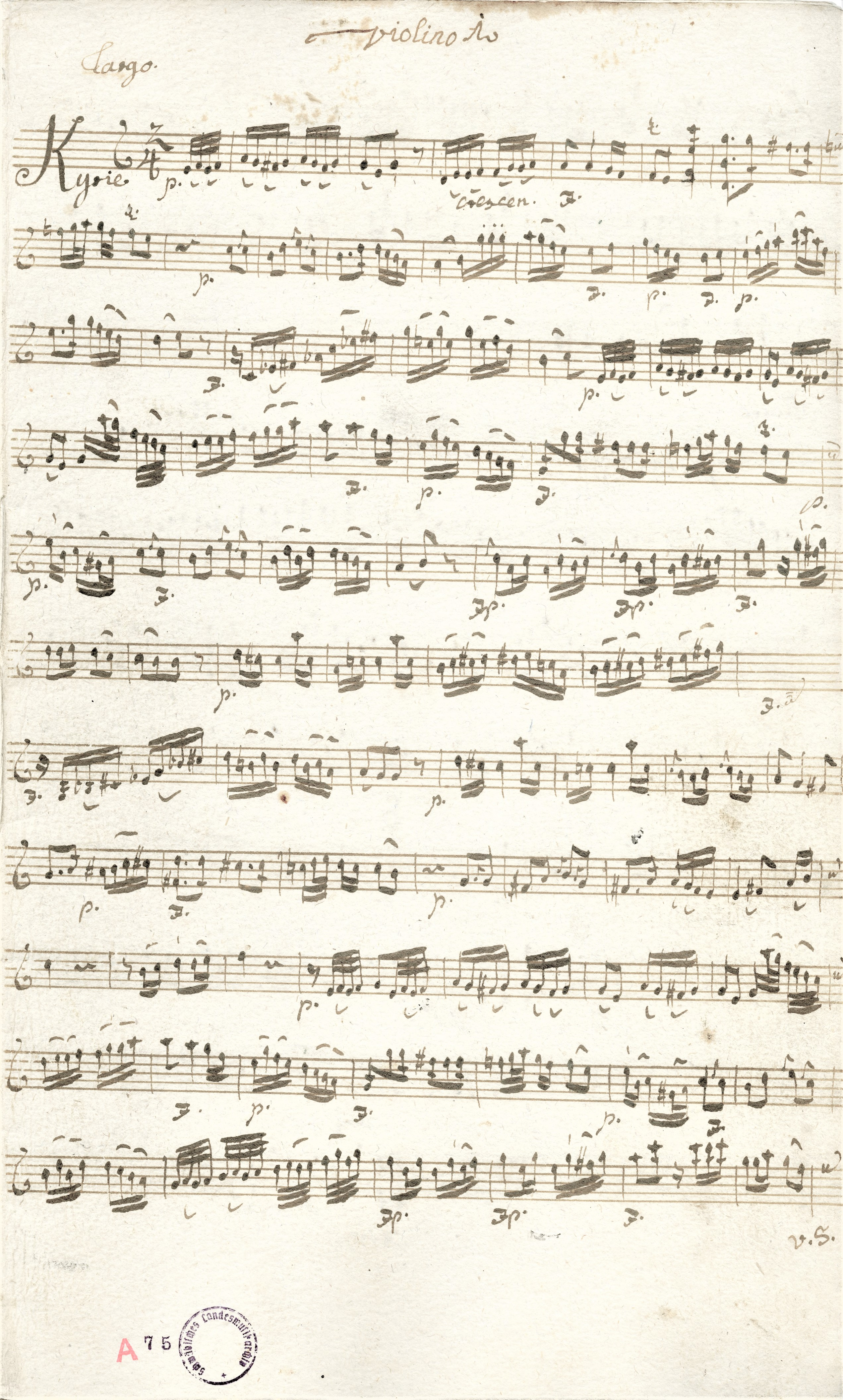
Stimme der 1. Violine aus dem Kyrie der Missa in C (1794) von Nikolaus Betscher. Original im Schwäbischen Landesmusikarchiv Tübingen.

#### Messen
(10 Kompositionen)
- Missa brevis g, 1774 (Abschrift im Stift Stams um 1775)
- Missa brevis in g, 1782
- Messe in D, 1783
- Messe in e, 1784
- Requiem in c, 1784
- Requiem in g, 1788
- Messe in G, 1789
- Missa in C, 1794
- Missa pastoritia in D, 1806
- Missa brevis in G, 1810
- Messe in C, Parodiemesse (Kontrafaktur) im Bestand Rot an der Rot mit Abschnitten und Melodien aus den Opern "Così fan tutte" und „La clemenza di Tito“ von Wolfgang Amadeus Mozart, Komponist unbekannt, zwischen 1790 und 1803 (Betscher als Schreiber bezeugt)

#### Andere lateinische Kirchenmusik
(7 Kompositionen)
- Magnificat in D, 1775
- Psalm 129 „De profundis“, 1785
- Psalm 115 „Credidi“, 1787
- Te Deum in D, ¾ Takt, laut RISM 1780–1799
- Te Deum in D, Alla Breve (Berlin, Stift Stams 1791)
- Te Deum in C (Maria Steinbach)
- Vesperae de Confessore, laut RISM 1775–1799

#### Deutsche geistliche Lieder
(Auswahl aus 35 Kompositionen, darunter 27 Wallfahrtslieder, davon 24 für Maria Steinbach)
- „Ach betrübtes Mutterherz“, aus: „Andächtige Seufzer zur schmerzhaften Mutter von Haisterkirch“, 1773
- „Komm, Schöpfer, mit Gnaden“, Hl.-Geist-Lied (undatiert)
- „Sünder, ach zerfließ“, ein „Klag Lied auf den Char-Freytag bey dem Hl. Grab“, für Maria Steinbach, mit Streicherbegleitung, 1775
- „Der büßende Sünder bey der schmerzhaften Mutter Gottes zu Heggbach um Gnade bittend“, 1776 (Berlin)
- „Lobgesang auf das Hochwürdigste Fronleichnamsfest“, 1778
- „Herbei, des Heilands Wunden, Anmuthiges Fastenlied von der grausamen Geißelung Christi“, 1781
- „Bleibt an dieser Stelle stehen“, „Der leidende Jesus, das ist: Anmuthiges Fastengesang von 2 Singstimmen, Canto und Alto, 2 Violin, Violoncello und Cembalo oder Harpfen“, 1787
- „Sei Mutter der Barmherzigkeit“, ein deutsches Salve Regina für Chor, Streicher und 2 Hörner, Wallfahrtslied für Maria Steinbach, 1803
- „Unter dem Kreuz“, Text von C.F.D.Schubart, Fastenlied für Maria Steinbach, 1809
- „Das Geheimnis des Fronleichnams“, ein deutsches „Pange lingua“ für Gutenzell, 1810
- „Vier Andachten unter der Wandlung in drey Singstimmen“, enthält: „Heilig über Heilig“, „Wir beten an dein Fleisch und Blut“, „Wir beten an auf Knien“, „Herr, die Seelen die noch leiden“, für Maria Steinbach, 1811
- „Zum Gedächtnistag Aller Seelen. Allen die dahin geschieden“, 1811 (Maria Steinbach), für Chor, Streicher und Continuo (die letzte bekannte Komposition Betschers)

#### Weltliche Lieder
(48 Kompositionen)
- „Gesellschaftslieder Wider die Mode. Im reinen Tone mit drey Singstimmen“, Heft I – IV, 48 Lieder, Verlag Gombart, Augsburg, zwischen 1799 und 1804

#### Musiktheater
(5 Kompositionen, davon 2 mit unsicherer Zuschreibung)
- „Fortuna immerita, sive Rodericus Castitatis Pestis felicissimas consecutus Nuptias“, für Abt Mauritius von der „Studierenden Jugend in Roth“, 1772 aufgeführt (die älteste nachgewiesene Komposition Betschers, nicht erhalten)[14]
- „Die bescheidene Verbesserung der schönen Künste, Ein Lust-Spiel in zween Aufzügen“, 1781 (nicht erhalten)
- „Der Sieg der Unschuld und Treue“ für das Theater in Gutenzell, Komposition mit Chören, 1811 (nicht erhalten)[15]
- Zwei zweiteilige Weihnachtskantaten in der Art von Krippenspielen aus dem Kloster Gutenzell, mit gesungenen Dialogen und Schlusschören („evtl. komponiert von Betscher“)[16]

#### Instrumentalmusik
(26 Kompositionen)
- Rondo für Klavier A-Dur, veröffentlicht in Bosslers „Blumenlese für Klavierliebhaber, eine musikalische Wochenschrift“, Speyer 1783
- 24 Stücke für (vermutlich) 3 Trompeten und Pauken, darunter einige Pastorellen, 1784
- Sonate für Violine und Cembalo (nur Cembalo erhalten)

#### Gesamtzahl der musikalischen Werke
- 10 Messen
- 7 andere lateinische Kirchenmusik
- 35 deutsche geistliche Lieder
- 48 weltliche Lieder
- 3 Musiktheater-Werke
- 26 Instrumentalwerke

129 nachgewiesene musikalische Werke insgesamt

### Theologisch-literarische Werke
- Ohne Selbstabtödtung gehts nicht dem Himmel zu. Ein sehr nützliches Lese- und Erbauungsbuch für alle Christen, Augsburg 1807
- Klag- und Loblieder der Vernunft. Das ist: moralische Gedichte über den schlimmen und guten Gebrauch der Vernunft, Bregenz, gedruckt bey Joseph Brentano, 1808